# Aleksandar Stankovic
Aleksandar Stankovic (født 25. maj 1995) er en dansk fodboldspiller, der til dagligt spiller som målmand for Brattvag IL. 
Han har tidligere spillet i Odder, FC Fredericia, Jammerbugt FC, AC Horsens, Skive IK og Aarhus Fremad.

## Klubkarriere

### AC Horsens
Stankovic har i hele sin karriere spillet ungdomsfodbold i Horsens fS, og han skrev kontrakt med overbygningsklubben AC Horsens som 15-årig. Han blev officielt tilknyttet førsteholdstruppen i sommeren 2013, men havde inden det siddet på bænken i mange superligakampe. 
Aleksandar Stankovic fik sin første officielle kamp for AC Horsens' førstehold den 28. august 2013, da han og resten af holdet spillede sig videre i DBU-pokalen med en 1-3-sejr over Thisted.
Den 30. august 2013 skrev Stankovic under på en 2-årig aftale med AC Horsens, nu som fuldtidsprofessionel.
Han fik sin første 1. divisionskamp den 19. oktober 2014, da han sammen med holdet besejrede AB 3-1 på Casa Arena. 

### Jammerbugt FC
Efter udløbet af kontrakten i sommeren 2015 valgte Aleksandar Stankovic at forlade AC Horsens og brugte meget af sommeren på at finde en ny klub. Den 18. september 2015 skiftede han til Jammerbugt på en fri transfer.

### FC Fredericia
I sommeren 2016 var Stankovic til prøvetræning i FC Fredericia, og det medførte, at han skiftede fra Jammerbugt FC til FC Fredericia på en etårig kontrakt.
Han stoppede i klubben i juli 2017 efter interne stridigheder, idet træneren havde valgt nyindkøbte Alexander Nybo som keeper i premierekampen i 2017-18-sæsonen i 1. division.

### Odder IGF
Efter bruddet med FC Fredericia skrev Stankovic kontrakt for efteråret 2017 med Odder IGF. Han fik debut ganske få dage efter sin ankomst mod Kjellerup IF.

### Skive IK
Kort tid inden vintertransfervinduet lukkede, valgte Stankovic den 29. januar 2018 at skrive under på en halvårig kontrakt gældende frem til sommeren 2018 med Skive IK. Dermed varede hans ophold i Odder IGF kun et halvt år, hvor han nåede at spillede 14 kampe i ligaen.

### Aarhus Fremad
Stankovic skiftede den 19. juli 2018 til 2. divisionsklubben Aarhus Fremad. I sin halve sæson i klubben nåede han at spille 15 kampe.

### Brattvag IL
I januar 2019 skiftede Stankovic til den norske klub Brattvag IL, som befandt sig i den tredjebedste norske række, 2. divisjon. Han skrev under på en toårig aftale.